# Фаза (електротехніка)
Фа́за (грец. φάσις — поява) — В електротехніці — один з проводів багатофазного струму. Іншими словами, фаза — це провід, який під'єднаний до незаземлених контактів генератора.